# Brogliano
Brogliano es un municipio italiano de 3.509 habitantes de la provincia de Vicenza (región de Véneto).

## Demografía
| Gráfica de evolución demográfica de Brogliano entre 1861 y 2001 |
|                                                                 |
| fuente ISTAT - elaboración gráfica a cargo de Wikipedia         |